# Luehdorfia chinensis
Luehdorfia chinensis es una especie de mariposas de la familia de los papiliónidos.

## Biología
Las larvas se alimentan de especies del género Asarum incluyendo Asarum forbesii y Asarum sieboldii .

## Hábitat
Esta especie solo se encuentra en China.